# Skarvsjöby
Skarvsjöby is een plaats in de gemeente Storuman in het landschap Lapland en de provincie Västerbottens län in Zweden. De plaats heeft 108 inwoners (2005) en een oppervlakte van 38 hectare. De plaats ligt aan het meer Skarvsjön en wordt omringd door naaldbos, vlak langs de plaats loopt de Europese weg 45.

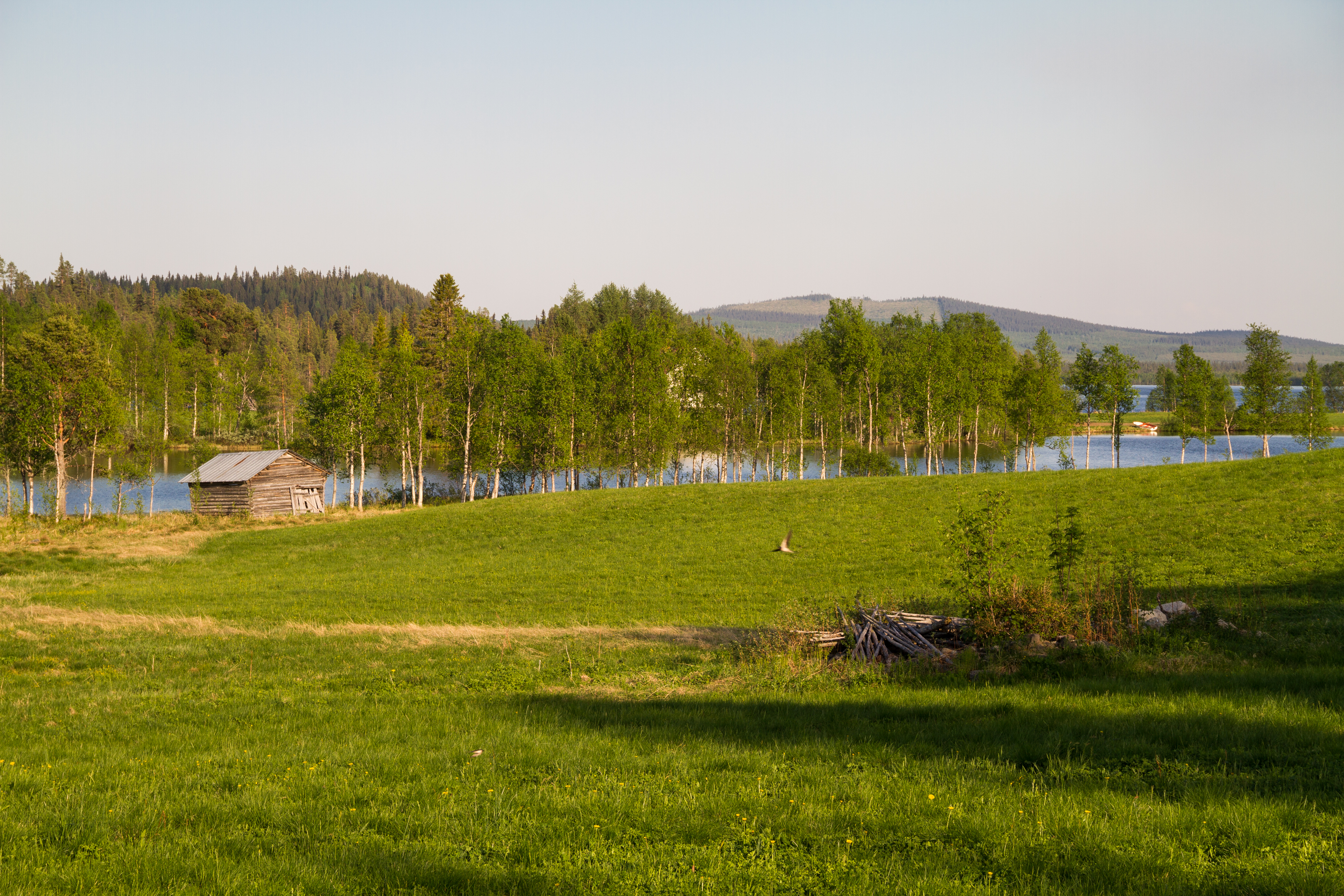
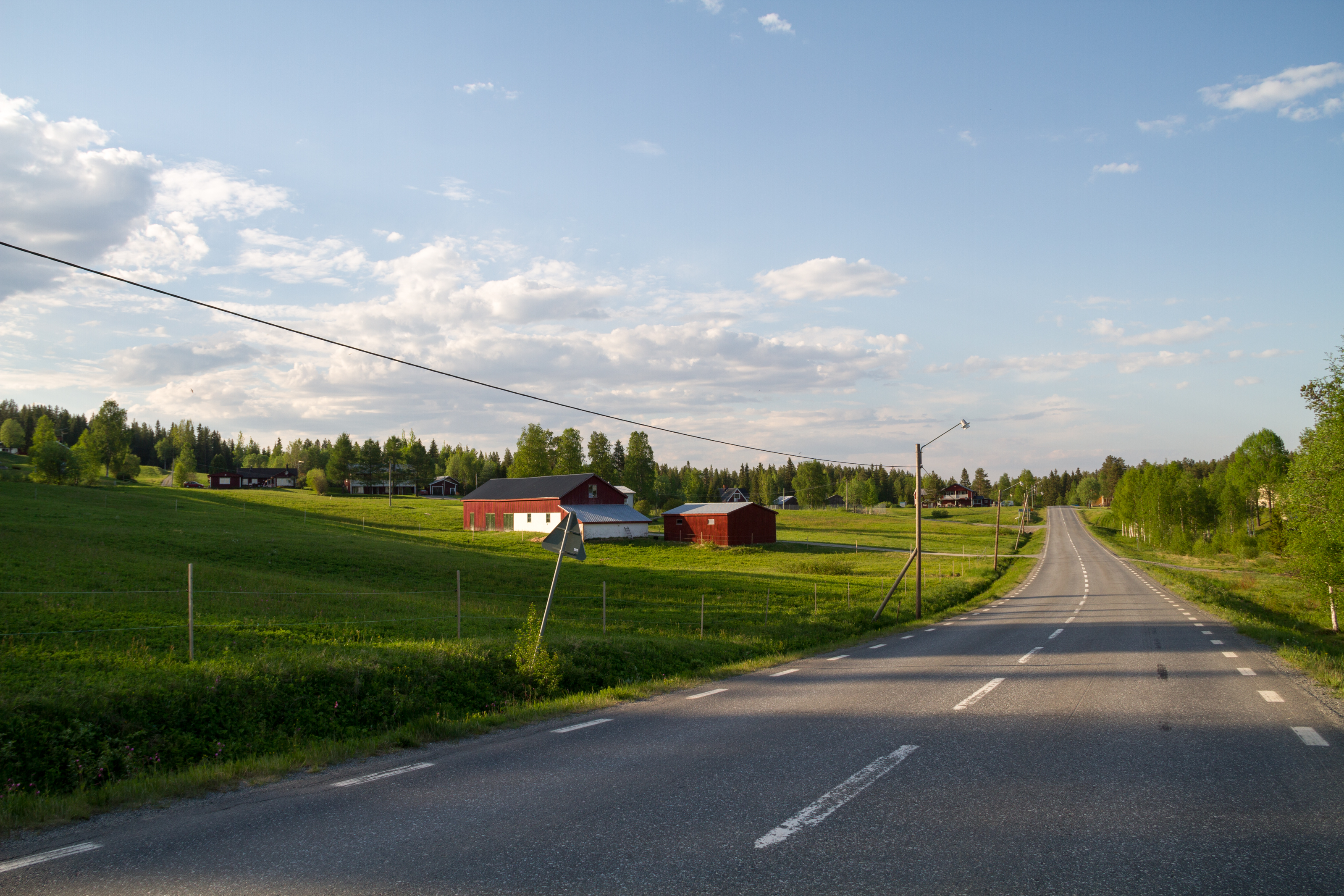